# Benjamin Creme

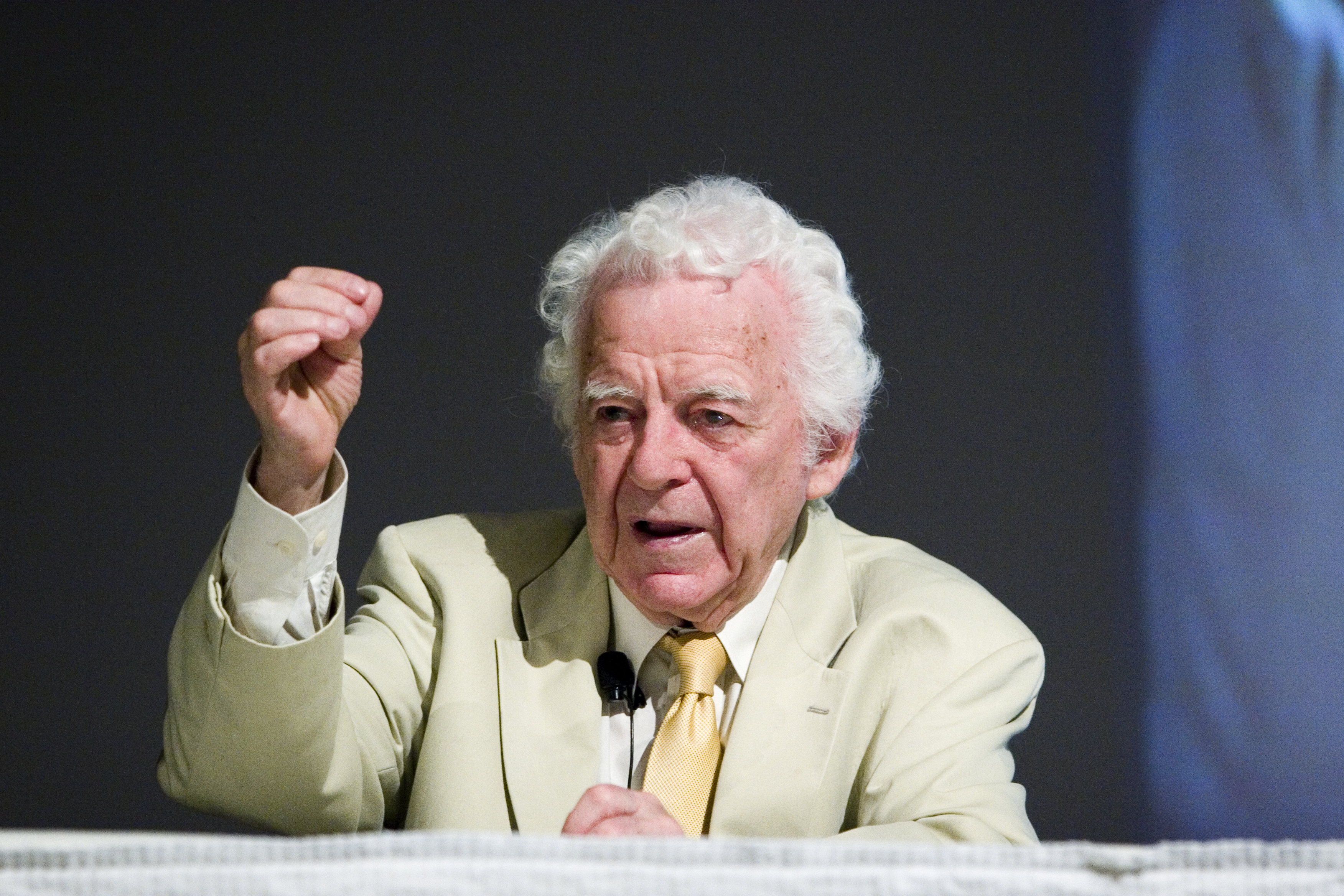
Benjamin Creme, New York, 2008

Benjamin Creme (* 5. Dezember 1922 in Glasgow; † 24. Oktober 2016) war ein schottischer Esoteriker, Maler und Autor.

## Leben und Wirken
Mit 14 Jahren, nach der Lektüre eines Buches über tibetische Mystiker und Zauberer von Alexandra David-Néel, begann sich Creme für das Okkulte zu interessieren. Mit 16 Jahren ging er von der Schule, um Maler zu werden und verließ die Kunstschule in Glasgow ein Jahr später, da sie ihm zu akademisch erschien. Von 1957 bis 1959 war er Vizepräsident der Aetherius Society, einer UFO-Religion auf der Grundlage von Theosophie. Nach einem Treffen mit George Adamski 1958 erklärte sich Creme bereit, persönlich für die Authentizität von Adamskis UFO-Kontakten zu bürgen. Er wurde ein Anhänger der Theosophin Alice Bailey.
Seit 1974 verkündete Creme die Wiederkehr einer Erlösergestalt bzw. eines Weltlehrers. Ab 1977 begründete er eigene Gruppen und behauptete seither, der neue Weltlehrer sei bereits in der Gegenwart, dem Wassermann-Zeitalter, wiedergekommen. Wie zuvor die Theosophen übernahm er dazu die aus der buddhistischen Tradition stammende Bezeichnung des kommenden Buddhas Maitreya für den „wiedergekommenen Christus“, ohne allerdings die damit zusammenhängenden buddhistischen Lehren zu berücksichtigen. Nach eigenen Angaben sah Creme seine eigene Aufgabe darin, ein Klima der Hoffnung und Erwartung zu schaffen, damit der Weltlehrer erscheinen könne, ohne den freien Willen der Menschen zu verletzen.
Zur Weitergabe seiner Ansichten reiste Creme seit den späten 1970er Jahren um die Welt und hielt Vorträge. Im Rahmen dieser Tätigkeit lehrte er auch die so genannte „Transmissionsmeditation“, die von ihm als „Meditation für das neue Zeitalter“ bezeichnet wurde. „Transmissionsmeditation ist eine Gruppenmeditation. Die Teilnehmer treffen sich eine oder mehrere Male wöchentlich. Gemeinsam sprechen sie die große Invokation (ein uraltes Mantra) und konzentrieren sich auf das Ajna-Zentrum zwischen den Augenbrauen“. Das Mantra der sog. „großen Invokation“ stammt von Bailey. In einem Interview im Jahre 2006 erläuterte Creme seine Ansichten zur Bedeutung von Kornkreisen. Erdöl als Energiequelle würde bald der Vergangenheit angehören, und die Kornkreise würden von Passagieren von UFOs stammen, die eine enorme Bedeutung zur Gewährleistung der Sicherheit dieses Planeten auf ökologischer Basis hätten. Der Grund, warum sich so viele Kornkreise in Südengland finden, bestehe darin, dass der Maitreya in London sei.
Auf Cremes Tätigkeiten gehen Organisationen wie Share International, Partage International, Tara-Center und weltweit einige hundert Transmissionsgruppen zurück.

## Weiteres
Creme wurde in Bill Mahers satirischem Dokumentarfilm Religulous interviewt. Das Interview wurde nicht in den Film übernommen, sondern ist nur bei den „Extras“ der DVD zu sehen.

## Bücher (Auswahl)
- Begegnungen mit dem Christus und Weltlehrer Maitreya – Autobiographie einer Reise zurück zu Gott, Günter Schumacher, Verlag Literareon München Juli 2011, ISBN 978-3-8316-1521-6
- Maitreya – Christus und die Meister der Weisheit, Edition Tetraeder München, ISBN 3-932400-00-3.
- Die große Annäherung, Edition Tetraeder München, ISBN 3-932400-09-7
- Maitreyas Mission, Edition Tetraeder München, ISBN 3-932400-02-X
- Maitreyas Mission (Band 2), Edition Tetraeder München, ISBN 3-932400-03-8
- Maitreyas Mission (Band 3), Edition Tetraeder München, ISBN 3-932400-08-9

- Wayne Peterson[9]: „Hinter den Kulissen wird die Welt verändert, Begegnungen eines US-Diplomaten mit Maitreya und den Meistern der Weisheit“ ISBN 3-9806579-2-2

Texte online
- Kurzer Text über Sri Sathya Sai Baba and Maitreya (Memento vom 31. März 2015 im Internet Archive) (engl.)

## Belege/Einzelnachweise
1. ↑  http://omtimes.com/2016/10/benjamin-creme-passed-away/
2. ↑  Ausgewählte Chronologie (englisch)
3. ↑  mehr zum Thema Meditation
4. ↑  Zitat stammt von den Seiten von Share International, siehe mehr über Meditation
5. ↑  Text der Großen Invokation auf den Seiten von Relinfo siehe vorletzter Abschnitt
6. ↑  deutscher und englischer Text
7. ↑   Transmission Meditation Groups (Memento vom 1. Juni 2008 im Internet Archive)
8. ↑  Patrick Goldstein:  Bill Maher hates your (fill in the blank) religion In: The Big Picture, Los Angeles Times, 7. August 2008. Abgerufen am 22. August 2008
9. ↑  Homepage von Wayne Peterson (engl.)

| Personendaten    | Personendaten                                  |
| ---------------- | ---------------------------------------------- |
| NAME             | Creme, Benjamin                                |
| KURZBESCHREIBUNG | schottischer Künstler und theosophischer Autor |
| GEBURTSDATUM     | 5. Dezember 1922                               |
| GEBURTSORT       | Glasgow                                        |
| STERBEDATUM      | 24. Oktober 2016                               |